# Joaquín Vaquero Palacios
Joaquín Vaquero Palacios (Oviedo; 9 de junio de 1900 - Madrid; 28 de octubre de 1998) fue un arquitecto y pintor español. 

## Trayectoria
En Oviedo, donde pasa su infancia, vivía en la calle Paraíso, y muy tempranamente se le presenta su vocación artística, especialmente, la pintura. Después de acabar el bachillerato, se traslada a Madrid para prepararse para entrar en su Escuela de Arquitectura, formándose además como dibujante y pintor paisajista e ingresando finalmente en 1921.

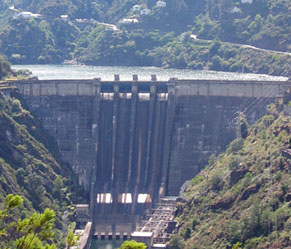
Presa y presa hidroeléctrica de Grandas de Salime, obra en la que colaboró Vaquero Palacios.

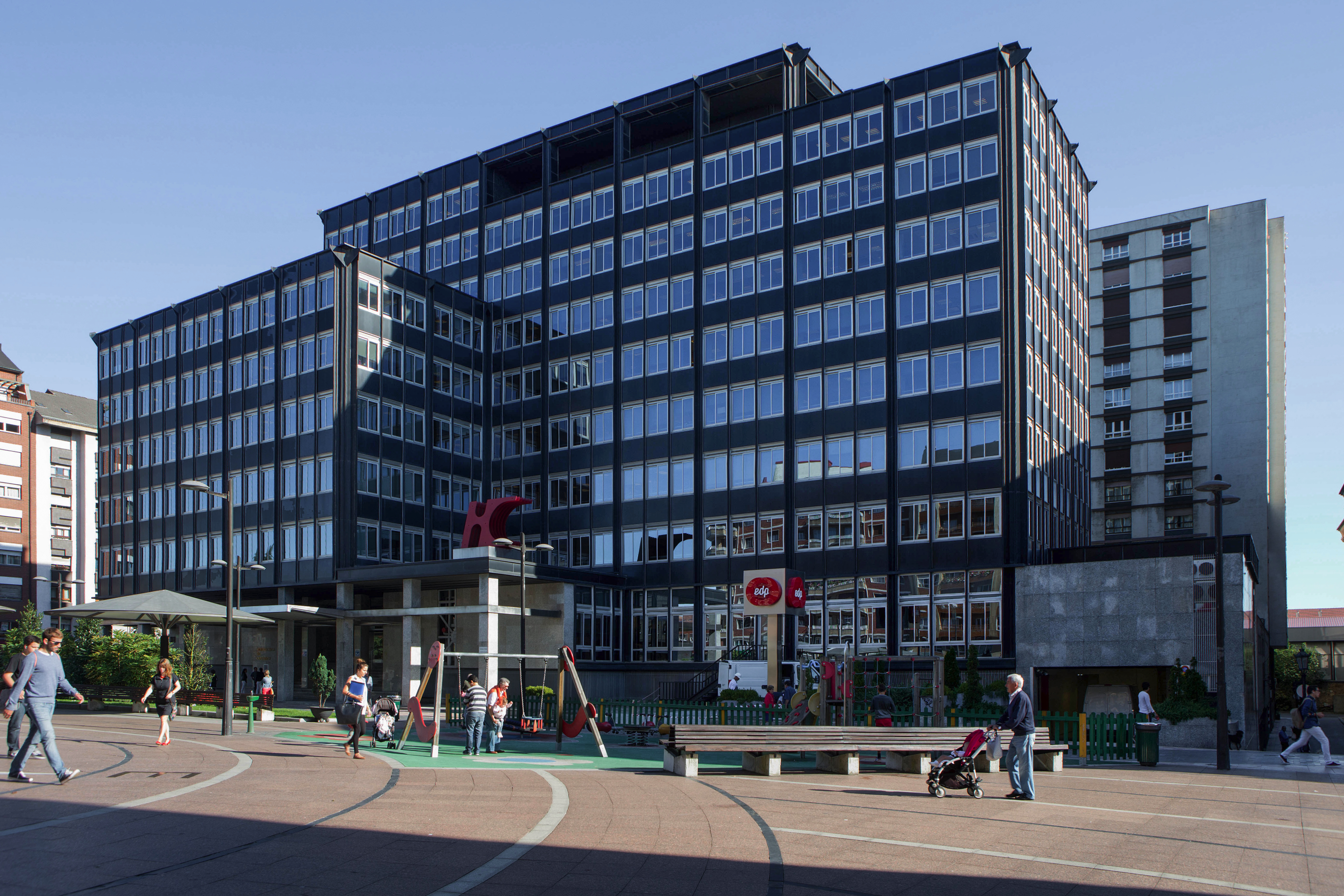
Sede de la empresa Hidrocantábrico (ahora EDP) en Oviedo (1964-1968)

Antes de terminar la carrera, se presenta a Exposiciones Nacionales y consigue exposiciones individuales en Madrid (1926), y más tarde en París y Nueva York. En 1926 también conoce a la que sería su esposa, la salvadoreña Rosa Turcios Darío, sobrina del poeta nicaragüense Rubén Darío, con quien contraerá matrimonio en 1928. Una vez conseguido el título de arquitecto en 1927, se incorpora al estudio que tiene su cuñado, Francisco Casariego, en Oviedo. Visita varias veces Nueva York entre 1928 y 1930. En 1933, inventó el sistema de construcciones desmontables de madera Vaqlan. Durante un tiempo (1950 - 1965) vive en Roma trabajando en la Academia Española de Bellas Artes, de la que llega a ser director. Durante este tiempo se dedica por entero a la pintura. 
Como pintor, los temas que más apreciaba eran el paisaje y la arquitectura de pueblos de Asturias y Castilla, así como las arquitecturas antiguas y exóticas de las ruinas romanas, las pirámides de Egipto o los poblados de los indios americanos Cuando pintó figuras humanas, presentaba la grandiosidad del paisaje. El cielo, la tierra y el mar, adquieren una gran importancia en su obra.
En 1969 es nombrado miembro de la Real Academia de Bellas Artes de San Fernando. Entre sus proyectos arquitectónicos podemos destacar los siguientes:
- Fábrica de gas de Oviedo (1933)
- Mercado de Abastos, Santiago de Compostela (1938-1942)
- Instituto Nacional de Previsión, Oviedo (1942)
- Pabellón Español en la Bienal de Venecia, Venecia (1952)
- Presa y Central de Grandas de Salime, Grandas de Salime, España (1954)
- Sede de la empresa Hidrocantábrico en Oviedo, (1964-1968)
- Central Hidroeléctrica de Tanes, Sobrescobio (1978)

Su hijo, Joaquín Vaquero Turcios (Madrid 1933-Santander 2010) fue también artista (pintor, escultor y arquitecto).

## Obra pictórica
- 1925, Entierro en Madrid. Óleo sobre cartón, 46 x 38 cm
- 1929 Gana el concurso del Patronato Nacional de Turismo de carteles para promocionar el turismo español en el extranjero (Bilbao, Barcelona, Sevilla, etc.)
- 1930, El Campillin. Óleo sobre lienzo, 81 x 65 cm
- 1940, Playa de Zarauz
- 1940, Surcos. Óleo sobre lienzo, 65 x 81 cm
- ca. 1942, Antillanas. Óleo sobre lienzo, 100 x 80 cm

## Premios y reconocimientos
- Primera Medalla de Arquitectura de la Exposición Nacional (1930)
- Primera Medalla de Bellas artes en la Exposición Nacional (1952)
- Medalla de Oro de la Arquitectura (1996)
- Académico de número de la Real Academia de Bellas Artes de San Fernando de Madrid